# Igor Akinfejev
Igor Vladimirovitj Akinfejev (russisk: Игорь Владимирович Акинфеев, tr. Igor Vladimirovitj Akinfejev; født 8. april 1986 i Vidnoje, Sovjetunionen) er en russisk fodboldspiller, der spiller som målmand for CSKA Moskva i den russiske liga. Han har spillet hele sin ungdoms- og seniorkarriere i klubben. Tre gange, i 2003, 2005 og 2006 har han været russisk mester med klubben, og i 2005 vandt han desuden UEFA Cuppen.

## Landshold
Akinfejev spiller desuden for Ruslands fodboldlandshold, som han blandt andet repræsenterede ved EM i 2004 og 2008. Han spillede sin første landskamp den 30. marts 2005 i en kamp mod Estland.